# NGC 1061
NGC 1061 (również PGC 10303) – galaktyka spiralna (Sd), znajdująca się w gwiazdozbiorze Trójkąta. Odkrył ją w grudniu 1849 roku George Stoney – asystent Williama Parsonsa.